# سيث كاري
سيث كاري (بالإنجليزية: Seth Curry)‏ مواليد 23 أغسطس 1990 في تشارلوت، هو لاعب كرة سلة محترف أمريكي بدأ مسيرته الاحترافية في سنة 2013 لعب مع فريق سكرامنتو كينغز في الرابطة الوطنية لكرة السلة كلاعب هجوم خلفي وحمل الرقم 30. يبلغ طوله 6 قدم 2 بوصة (1.9 م).

## فرق لعب لها
- ميمفيس غريزليس
- كليفلاند كافالييرز
- فينيكس صنز
- سكرامنتو كينغز

## إحصائيات المسيرة

### الموسم الاعتيادي
| السنة   | الفريق             | لعب | بدأ | دقيقة | ميداني% | ثلاثية | حرة  | ارتداد | صنع | استلاب | تصدي | نقطة |
| ------- | ------------------ | --- | --- | ----- | ------- | ------ | ---- | ------ | --- | ------ | ---- | ---- |
| 2013–14 | ميمفيس غريزليس     | 1   | 0   | 4.0   | .000    | .000   | .000 | .0     | .0  | .0     | .0   | .0   |
| 2013–14 | كليفلاند كافالييرز | 1   | 0   | 9.0   | .333    | 1.000  | .000 | 1.0    | .0  | 2.0    | .0   | 3.0  |
| 2014–15 | فينيكس صنز         | 2   | 0   | 4.0   | .000    | .000   | .000 | 1.0    | .5  | .0     | .0   | .0   |
| 2015–16 | سكرامنتو كينغز     | 44  | 9   | 15.7  | .455    | .450   | .833 | 1.4    | 1.5 | .5     | .1   | 6.8  |
| المسيرة | المسيرة            | 48  | 9   | 14.9  | .448    | .451   | .833 | 1.3    | 1.4 | .5     | .1   | 6.3  |

## روابط خارجية
- سيث كاري على موقع الاتحاد الدولي لكرة السلة (الإنجليزية)
- سيث كاري على موقع إن بي أي (الإنجليزية)
- سيث كاري على موقع سبورتس رفرنس (الإنجليزية)
- سيث كاري على موقع كرة السلة الأوروبية.كوم (الإنجليزية)
- سيث كاري على موقع إي إس بي إن.كوم (الإنجليزية)
- سيث كاري على موقع كلية كرة السلة في سبورتس رفرنس.كوم (الإنجليزية)
- سيث كاري على موقع ريلجم (الإنجليزية)
- سيث كاري على موقع بروبوليرز (الإنجليزية)
- سيث كاري على موقع سبورتس رفرنس (الإنجليزية)